# سام إليوت
سام إليوت (بالإنجليزية: Sam Elliott)‏ ممثل أمريكي من مواليد 9 أغسطس 1944.

## مواقع خارجية
- سام إليوت على موقع IMDb (الإنجليزية)
- سام إليوت على موقع روتن توميتوز (الإنجليزية)
- سام إليوت على موقع ألو سيني (الفرنسية)
- سام إليوت على موقع ميوزك برينز (الإنجليزية)
- سام إليوت على موقع تيرنر كلاسيك موفيز (الإنجليزية)
- سام إليوت على موقع أول موفي (الإنجليزية)
- سام إليوت على موقع بوكس أوفيس موجو (الإنجليزية)
- سام إليوت على موقع قاعدة بيانات الأفلام السويدية (السويدية)
- سام إليوت على موقع إن إن دي بي (الإنجليزية)
- سام إليوت على موقع قاعدة بيانات الفيلم (الإنجليزية)
- قام ببطولة الفيلم الرائع ( البطل) وهو في سن الشيخوخة عام 2017